# 石田徹
石田 徹（いしだ とおる、1952年11月1日 - ）は、日本の経産官僚。日本商工会議所専務理事、資源エネルギー庁長官、東京電力顧問などを歴任。

## 来歴
1971年、東京教育大学附属高等学校（現・筑波大学附属高等学校）を卒業。同期に井上和雄（元衆議院議員）、川又雄二郎（数学者）、越澤明（都市工学者）、佐野一彦（イラストレーター）、津田真男（1980年モスクワオリンピック・シングルスカル日本代表）、林己知夫（建築家）、村上誠一郎（衆議院議員）、児玉宏（指揮者）などがいる。1975年3月、東京大学法学部を卒業。同年4月に通商産業省入省。同期に太田房江、八幡和郎、三本松進、藤田昌央などがいる。2000年4月、第1次森内閣の内閣総理大臣秘書官に就任。2008年7月、資源エネルギー庁長官に就任。
2010年8月22日、資源エネルギー庁長官を退官。2011年1月1日、東京電力の顧問に就任。資源エネルギー庁長官経験者の東電への天下りは石田徹で2人目（ちなみにこの転職は1962年に当時の通商産業事務次官が天下って以来の慣行）。同年4月、東日本大震災による福島第一原子力発電所事故の対処が長期化する中、経済産業省などエネルギー関連省庁から電力業界への天下りが批判の対象となり、枝野幸男内閣官房長官は13日に「チェック体制が甘くなったという疑義を持たれるのは当然」と述べ、18日には自主的な辞任を促した。石田は同日に顧問辞任を表明。2015年12月、日本商工会議所専務理事、東京商工会議所専務理事に就任。